# Sinemuri
A sinemuri a kora jura földtörténeti kor négy korszaka közül a második, amely 199,3 ± 0,3 millió évvel ezelőtt (mya) kezdődött a hettangi korszak után, és 190,8 ± 1,0 mya zárult a pliensbachi korszak kezdetekor.
Nevét a közép-franciaországi Semur-en-Brionnais városról kapta. Az elnevezést először Alcide d’Orbigny francia paleontológus használta 1842-ben.
A hettangi korszakkal együtt Európában úgy is ismerik, mint kék liász vagy kora liász korszak. (A liász a kora jura kor ma már ritkán használt neve.)

## Határai
Kezdetét a Nemzetközi Rétegtani Bizottság meghatározása szerint a Vermiceras és Metophioceras ammoniteszek fosszíliáinak legalacsonyabb előfordulási gyakorisága jelzi a korszakből származó kőzetrétegekben. Az utána következő pliensbachi korszak a Bifericeras donovani és az Apoderoceras ammoniteszek legalacsonyabb előfordulási gyakorisága jelzi.